# Gene Littles
Gene Littles, né le 29 juin 1943, à Washington et mort le 9 septembre 2021, est un ancien joueur et entraîneur américain de basket-ball. Il évolue au poste de meneur.

## Palmarès
- Champion ABA 1975